# Anton Walter
Pour les articles homonymes, voir Walter.
Gabriel Anton Walter (Neuhausen auf den Fildern, 5 février 1752 – Vienne, 11 avril 1826) est un facteur de pianos autrichien. Le Grove Dictionary of Music and musicians le décrit comme « le plus célèbre fabricant viennois de piano de son temps ».

## Biographie
Walter naît à Neuhausen auf den Fildern en Allemagne. L'acte de mariage avec une veuve nommée Anna Elisabeth Schöffstoss, en 1780 indique qu'il avait déménagé à Vienne à cette époque. Les plus anciens instruments sont datés de cette année-là.
Son commerce de piano était de toute évidence un succès. En 1790, il reçoit le statut de constructeur et fabricant d'instruments de la chambre Impériale et Royale. En 1800, il emploie environ 20 ouvriers. La même année, il est rejoint dans l'entreprise par son beau-fils Joseph Schöffstoss : les pianos sont étiquetés « Anton Walter und Sohn » (« fils »). Le plus tardif des pianos d'Anton Walter encore existant est daté de 1825 ; Anton Walter meurt l'année suivante.
Donat Schöfftos, gendre d'Anton Walter, est également facteur de pianoforte.

## Pianos de Walter

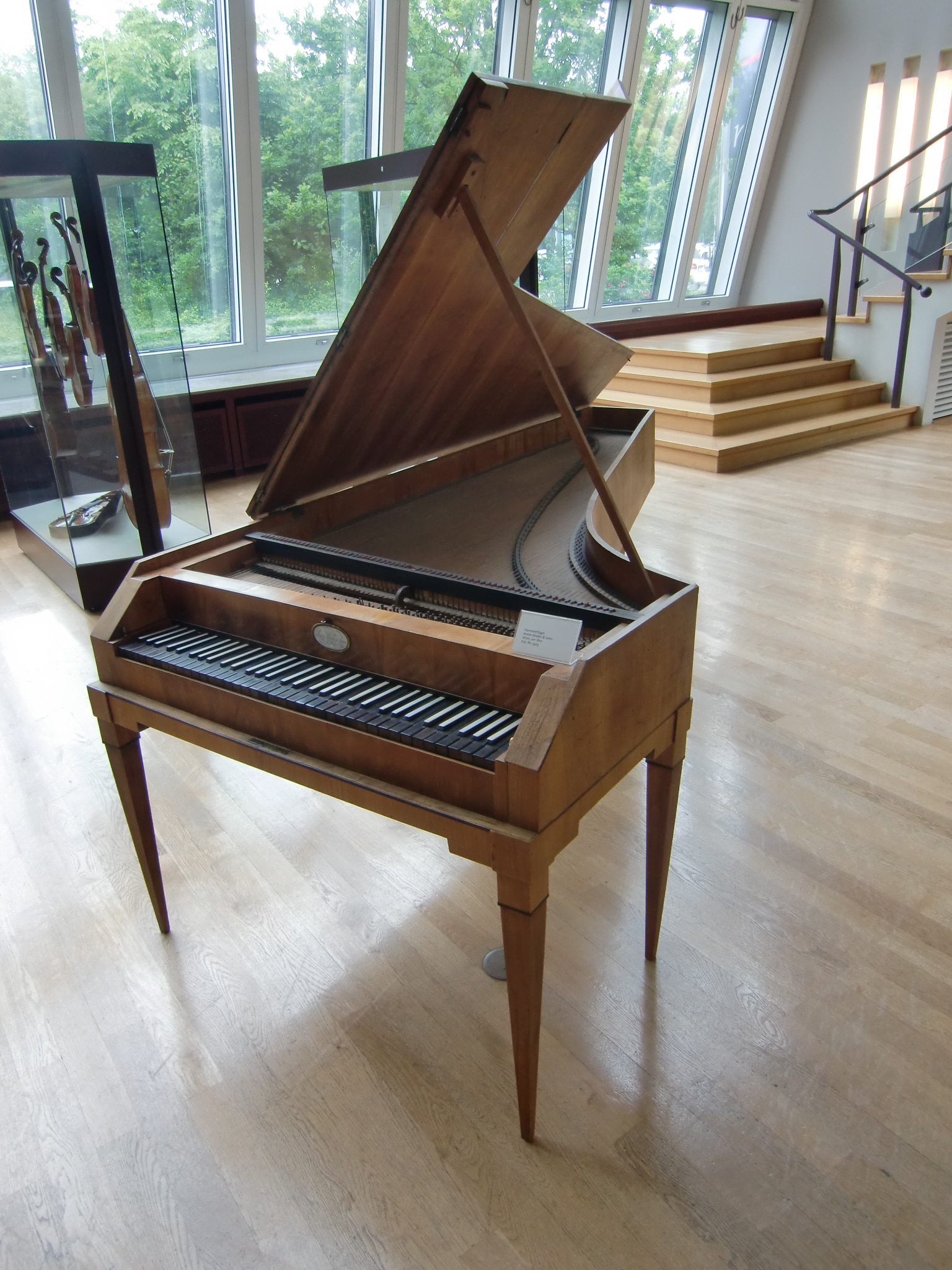
Un piano-forte d'Anton Walter (Vienne, c.1810) – Berlin, Musikinstrumentenmuseum.

Les instruments de Walter sont classés au sein de l'école de conception des pianos, dite « viennoise ». Cette école est née avec Johann Andreas Stein, dont la fabrique de pianos était à Augsbourg. Dans des instruments viennois, la tête du marteau est plus proche du joueur que de la charnière et le marteau fait à la hausse lors de sa courte extrémité opposée est accroché à un crochet. Comme tous les pianos, ceux de l'école viennoise ont été, de loin, d'une construction plus légère que les instruments modernes et avaient une sonorité très particulière ; voir piano-forte.
Walter a amélioré la conception mécanique de Stein, en ajoutant à l'action une case de retour, ce qui a pris le marteau sur sa descente, l'empêchant de rebondir vers le haut et vers le bas dans le jeu animé. Cette innovation a été généralement adoptée par d'autres facteurs viennois du temps de Walter et reste la norme du piano moderne. Son importance est illustrée par l'observation de Robert Palmieri, à savoir qu'une copie moderne des pianos de Stein comprend généralement une case de retour, même si elle n'est pas historiquement authentique sur ces instruments.
La carrière de Walter s'étend sur plusieurs décennies, et ses instruments ont évolué avec le temps, avec la construction toujours plus lourde, le piano a commencé son passage de la norme classique de l'ère légère, vers son incarnation moderne beaucoup plus lourde, réalisée vers 1870. Il semble que Walter ait été distancé par ses concurrents (notamment Conrad Graf, qui a construit des instruments beaucoup plus lourds) et ait connu un moindre succès par rapport à la concurrence des fabricants, durant les dernières années de sa carrière. Il est mort à Vienne, âgé de 74 ans.

### L'instrument de Mozart

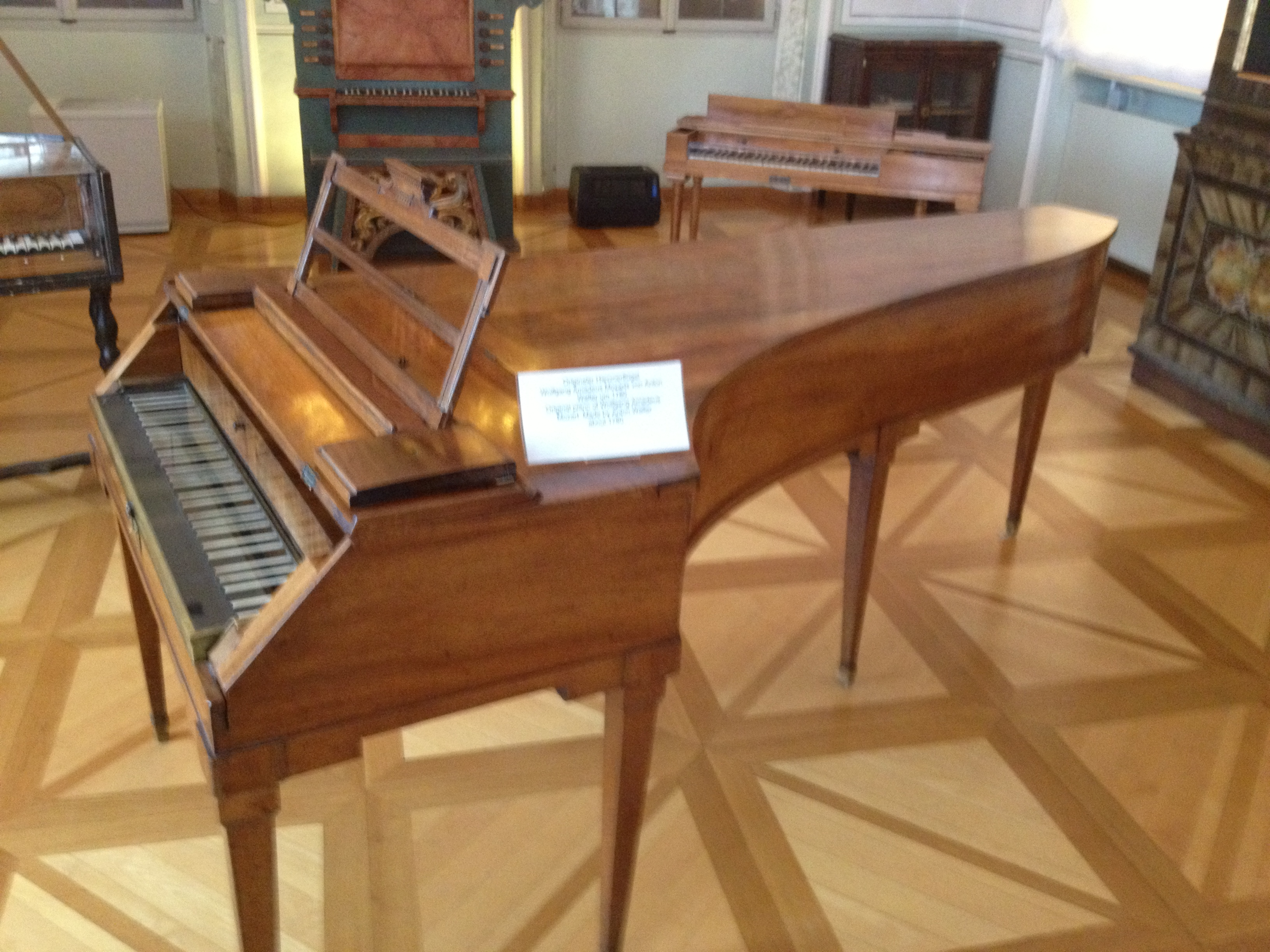
Le Walter de Mozart, visible dans le hall principal de la Tanzmeisterhaus, où la famille Mozart a vécu à Salzbourg après 1773. L'emplacement – où se trouve maintenant un musée Mozart – n'est pas historique : Mozart ayant gardé l'instrument dans sa ville d'adoption, Vienne.

Wolfgang Amadeus Mozart a acheté un piano Walter vers 1782 et l'a employé dans l'une des phases les plus importantes de sa carrière, la composition et la création de ses concertos pour piano de la maturité. Bien qu'il subsiste aujourd'hui (conservé dans la maison familiale de la famille Mozart à Salzbourg), cet instrument ne témoigne pas à lui seul de la pratique d'interprétation de Mozart car il a été modifié par Walter en 1800, neuf ans après la mort du compositeur. L'on ignore si Mozart pouvait lever les étouffoirs lors de la lecture à l'aide d'une genouillère (l'équivalent moderne de la pédale) ou a dû faire usage d'un arrêt de la main au clavier, ce qui nécessite une main libre. Un instrument Walter de Nuremberg, daté de 1790 par Kottick et Lucktenberg, utilise un arrêt de la main,.

### Pianos Walter survivants

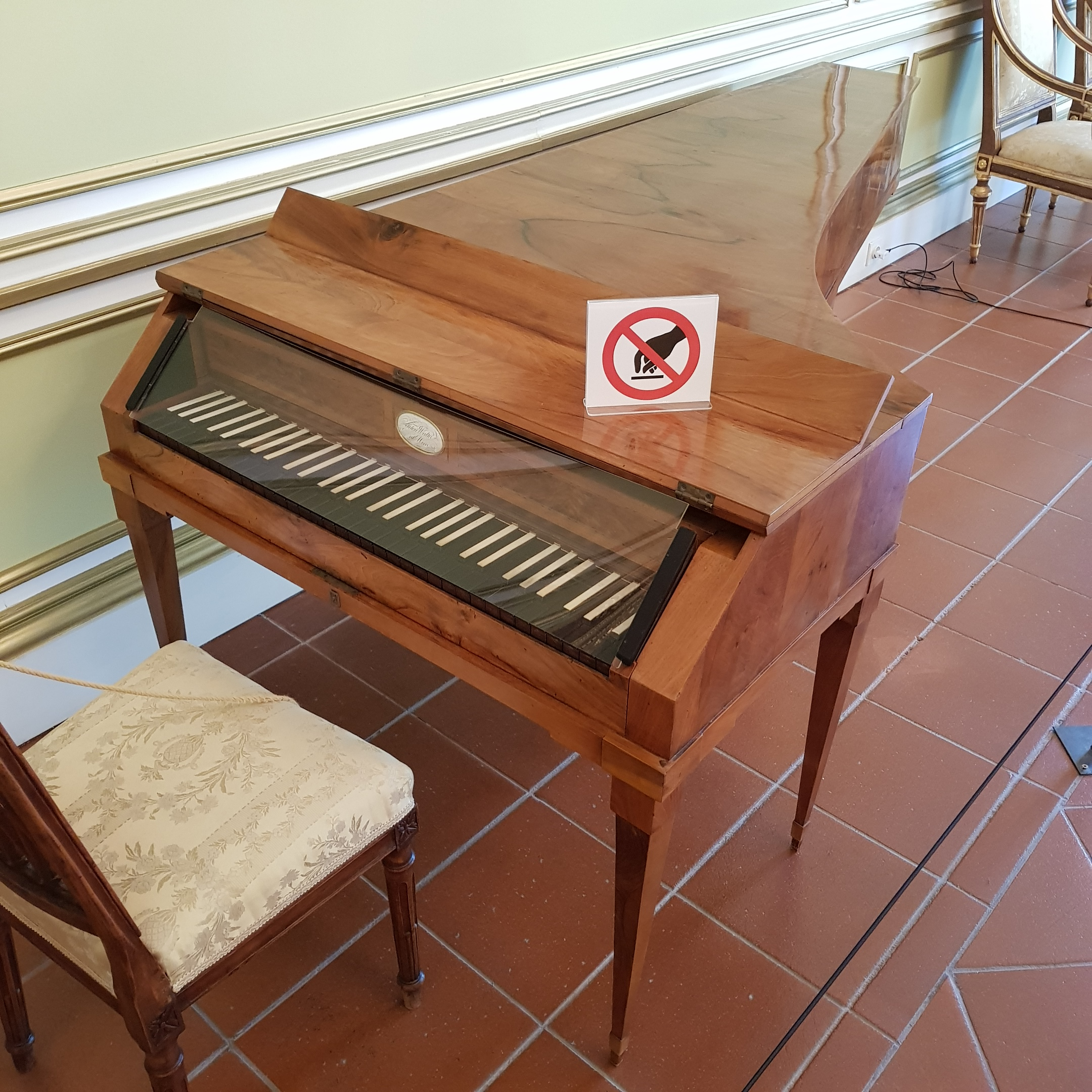
Pianoforte de 1790 - Palais du Recteur à Dubrovnik.

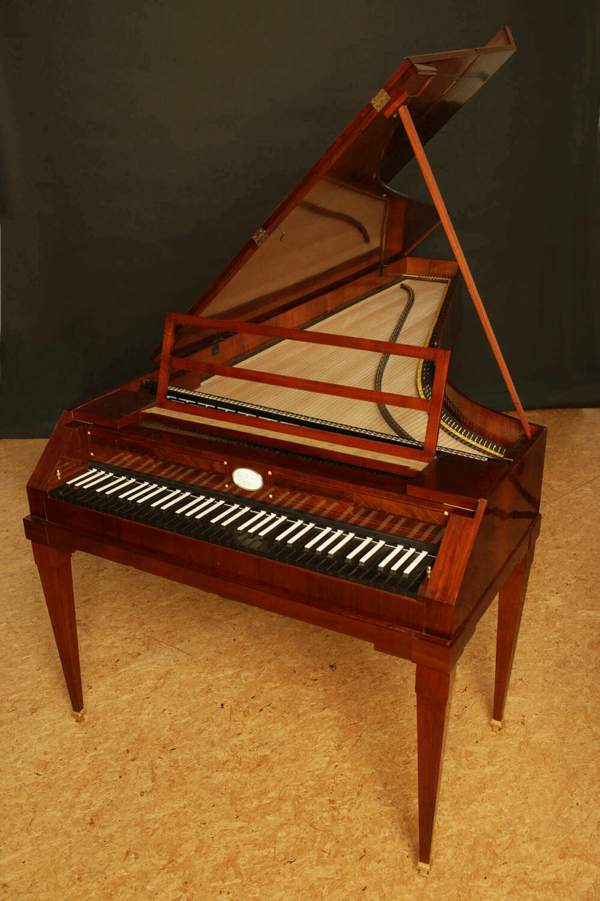
Piano-forte de Paul McNulty, basé sur un instrument historique par Walter & Sohn, 1805.

Incomplète, la liste suivante met l'accent sur les instruments visibles par le public.
- 1780 – Burgenländische Landesmuseum, Eisenstadt, Autriche[8]
- début des années 1780 – L'instrument de Mozart, aujourd'hui conservé dans la maison natale du compositeur à Salzbourg[9]
- 1789 – Musée des instruments de musique de Poznań, en Pologne (partie de la collection du Musée national de Poznań)[10]
- 1790 – Palais du Recteur, Dubrovnik
- c.1790 – Germanisches Nationalmuseum, Nuremberg (mentionné ci-dessus dans la discussion sur un arrêt de la main). L'instrument est plaqué en noyer. Le musée possède d'autres instruments de Walter, dont un très semblable à celui de Mozart[5]
- c.1800 – Musikinstrumenten-Museum, Berlin[11]
- 1798 – Villa Cicogna Mozzoni, Italie
- c.1800 – Collection Finchcocks, Goudhurst (Kent), en Angleterre. Un très petit piano carré portable par Walter & Sohn. Chaque note a une seule corde, contrairement à l'habitude, où deux ou trois sont utilisées, comme dans la plupart des pianos, même du temps de Walter. La gamme est ut–fa3. Kottick et Lucktenberg décrit son ton comme ayant une sorte de « cloche de qualité qui ne manque pas de charme »[12]
- c.1808-1810 – Musée des instruments de musique à Hamamatsu (Japon). Ce pianoforte comporte 6 octaves de Fa à fa. Monté sur 5 pieds de section carrée, il est décoré de cuivre et de dorures. L'instrument comportant trois cordes par touche, il a 3 genouillères permettant de déplacer latéralement les marteaux pour jouer une corde au choix ou plusieurs ensemble pour changer le timbre sonore.
- c.1810 – Landesmuseum Württemberg à Stuttgart. Cet instrument a 6 octaves ½ de gamme, une octave et demie de plus que la norme (fa–fa) de l'époque de Mozart. Il est décoré avec des « cariatides dorées et des grilles d'évent et médaillons en cuivre »[13]
- 1820 – Maison Bach (Eisenach). Un piano carré fait par Johann Schieve et Walter & Sohn[14]
- 1820-1825 – Musée d'Histoire de l'art de Vienne. Une peinture de Wilhelm August Rieder semble montrer Franz Schubert jouer sur cet instrument[15]
- 1820-1830 – Musée national de Prague. Un piano a six pédales décrit par Kottick et Lucktenberg « accrocheur ... un élégant et harmonieux de l'exemple de la plus belle piano de l'époque »[16]
- sans date – Musée de la Musique, Paris[17]

## Copies modernes de piano de Walter
De nos jours, des fortepianos ont été construits par un certain nombre de facteurs à des fins d'interprétation de la musique historiquement informée, du XVIIIe siècle et du début du XIXe siècle. À cette fin les instruments d'Anton Walter ont été importants, car ils servent de modèle pour les instruments construits, entre autres, par Philip Belt, Chris Maene, Paul McNulty, Paul Poletti et Rodney Regier,,,,.

## Enregistrements
- Paul Badura-Skoda, Musica Florea. Wolfgang Amadeus Mozart. Piano concertos K.271, K.414. Walter (Paul McNulty).
- Kristian Bezuidenhout. Wolfgang Amadeus Mozart. Keyboard Music Vol.2 Walter (Paul McNulty).
- Robert Levin, Academy of Ancient Music, Christopher Hogwood. Wolfgang Amadeus Mozart. Piano Concertos Nos. 15 & 26. Mozart Walter fortepiano
- Nikolaus Harnoncourt, Rudolf Buchbinder. Wolfgang Amadeus Mozart. Piano Concertos No. 23 & 25. Walter (Paul McNulty).
- Andreas Staier. Joseph Haydn. Sonatas and Variations. Walter (Christopher Clarke).
- Alexei Lubimov and his colleagues. Ludwig van Beethoven. Complete piano sonatas. Stein, Walter, Graf, Buchholtz (Paul McNulty).
- Viviana Sofronitsky, Warsaw Chamber Opera Orchestra. Wolfgang Amadeus Mozart. Complete Mozart works for keyboard instrument and orchestra (11 CD box). Walter (Paul McNulty).